# Clodig
Clodig (Hlodič in sloveno) è una frazione del comune di Grimacco, dove ha sede il municipio.

## Geografia fisica
È situato a 253 metri s.l.m. nella parte orientale della Regione Autonoma Friuli-Venezia Giulia e precisamente nelle Valli del Natisone, sulle sponde del fiume Rieka, nel punto di confluenza degli affluenti Codariana e Za Hošnjak .
Attualmente, a causa della pesante emigrazione iniziata negli anni cinquanta, è abitato da sole 55 persone con un calo del 60% rispetto  alla popolazione ivi residente solo 40 anni fa.

## L'origine
L'origine del nome si può far risalire al diminutivo del vocabolo, in dialetto sloveno locale, hlod (tronco d'albero tagliato e sfrodato dei rami), da cui ha avuto luogo anche il cognome omonimo presente nella zona. Ciò in quanto, in tempi remoti, essendo l'estremo paese collegato con la pianura da una strada carrozzabile, era il centro di raccolta della legna che, con teleferiche e scivoli, veniva fatta confluire dai limitrofi boschi al fondovalle e da lì, caricata sui carri, trasportata verso le città di Cividale ed Udine.
Una seconda ipotesi lo fa discendere dall'esistenza, in zona, di un ponte costruito con tronchi d'albero.

## La località

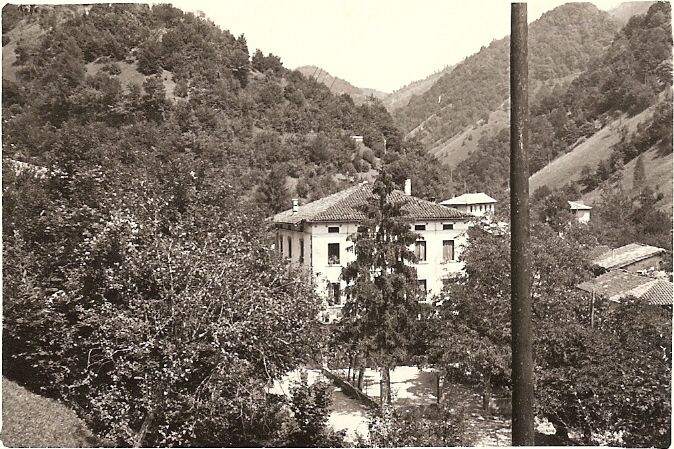
Veduta di Clodig (1960)

Nel paese, oltre alla sede municipale, trovano ubicazione la Pro Loco Garmak, la Stazione dei Carabinieri, la squadra comunale di protezione civile, il circolo culturale Jacopo Stellini, il museo etnografico Ruttar, la farmacia comunale, due ristoranti (uno dei quali conosciuto anche fuori dall'ambito regionale), un panificio che si dedica anche alla produzione artigianale di gubane e l'ufficio postale del Comune .
Il municipio fa da importante punto di riferimento anche grazie alla sala polifunzionale ivi realizzata, che viene spesso utilizzata per attività pubbliche, conferenze, eventi musicali, recitazione di saggi poetici, presentazione di libri e per avvenimenti culturali legati alla manifestazione artistica Stazione di Topolò/Postaja Topolove.